# Luís de Bourbon, Conde de Clermont
Luís de Bourbon (Louis de Bourbon; Versalhes, 15 de junho de 1709 – Paris, 16 de junho de 1771) foi um príncipe francês e conde de Clermont. Era filho do príncipe Luís III de Bourbon-Condé e de Luísa Francisca de Bourbon, filha legitimada do rei Luís XIV de França.

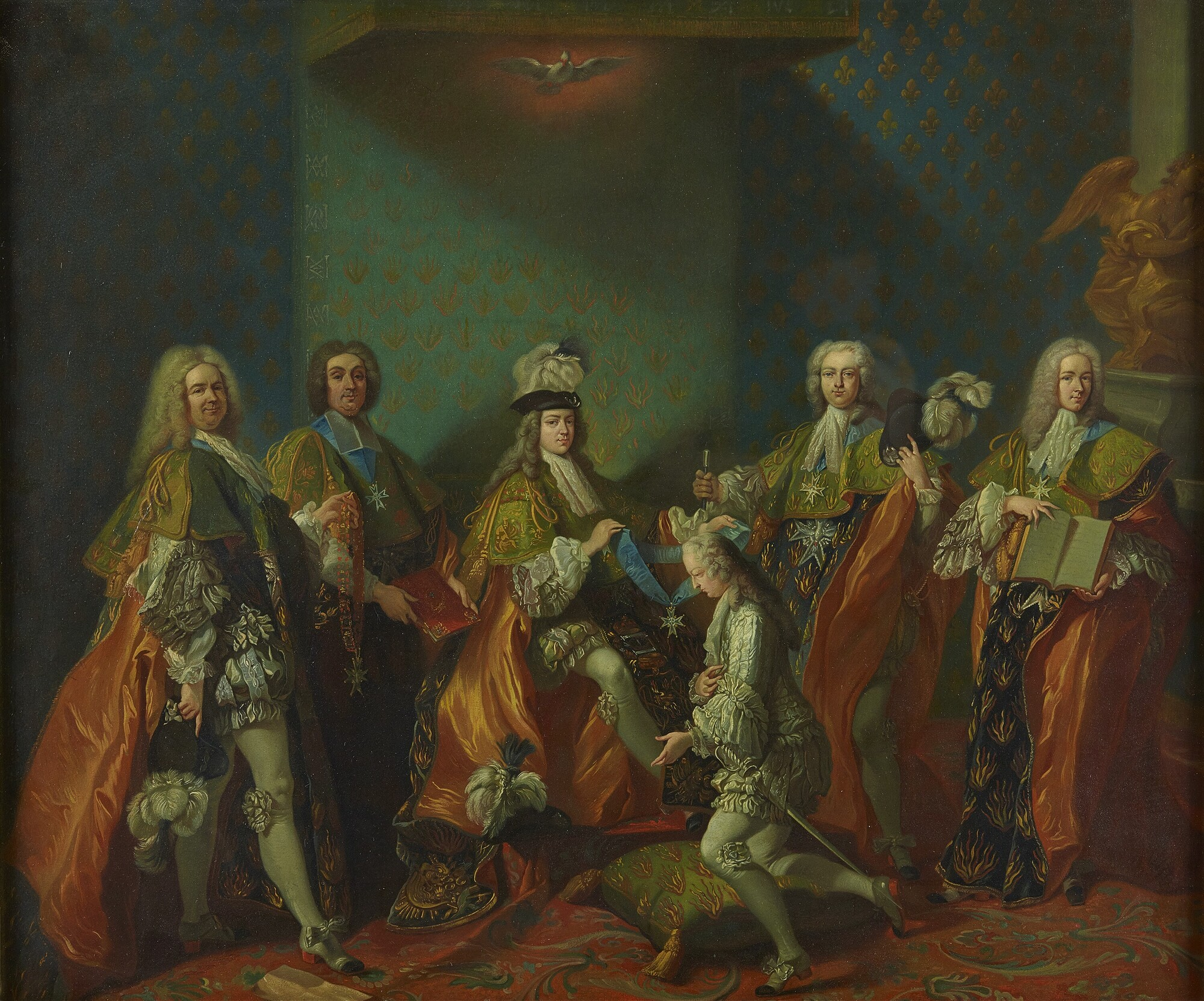
Luís XV investe o Conde de Clermont como Cavaleiro da Ordem do Espírito Santo
Óleo de Jean-Baptiste van Loo, 1724

Luís foi Cavaleiro da Ordem do Espírito Santo, e, membro da Academia Francesa, ademais foi também Grão-Mestre da Grande Oriente de França.